# Siliquoferella emarginata
Siliquoferella emarginata är en insektsart som beskrevs av Heinrich Hugo Karny 1924. Siliquoferella emarginata ingår i släktet Siliquoferella och familjen vårtbitare. Inga underarter finns listade i Catalogue of Life.